# Liste des périodiques en espéranto
 (janvier 2021).
Si vous disposez d'ouvrages ou d'articles de référence ou si vous connaissez des sites web de qualité traitant du thème abordé ici, merci de compléter l'article en donnant les références utiles à sa vérifiabilité et en les liant à la section « Notes et références ».

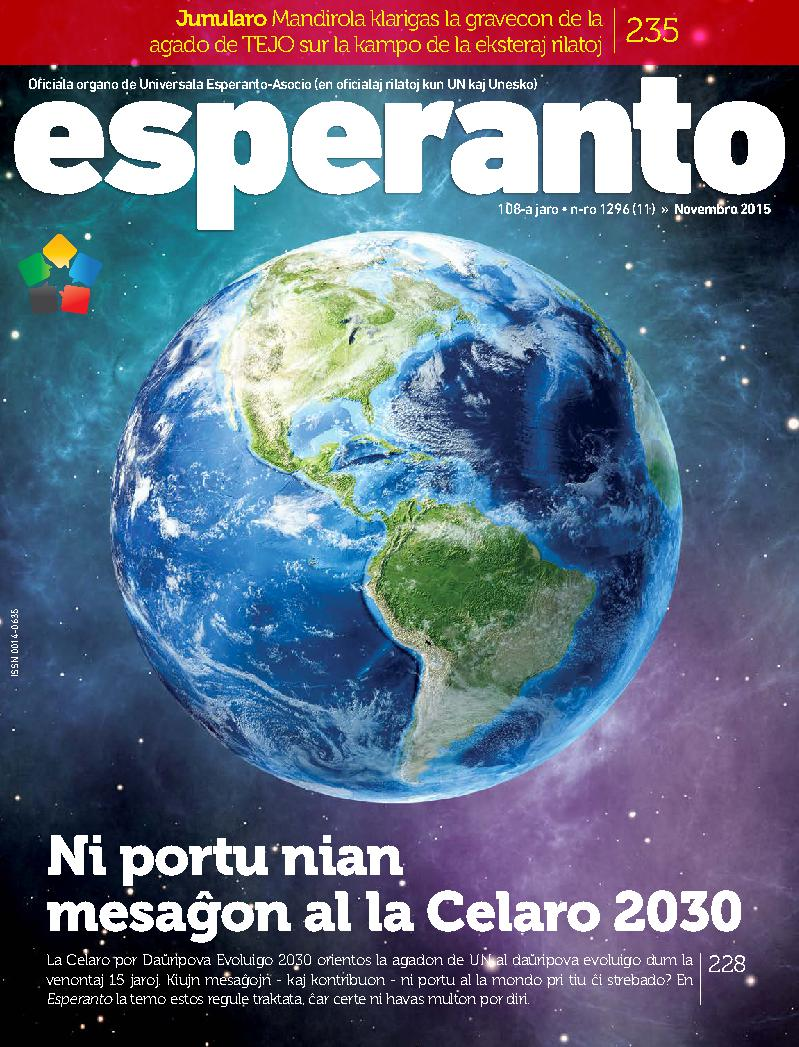
Couverture de novembre 2015 de la revue Esperanto, organe de communication officiel de l’Association mondiale d'espéranto

Il existe de nombreux périodiques en espéranto, appelés Esperanto-gazeto dans cette langue, même si ce terme désigne parfois des périodiques incluant d’autres langues mais avec des rubriques récurrentes écrites en espéranto. Depuis l’apparition du premier périodique en espéranto, La Esperantisto, plus de dix mille titres sont apparus, aux portées, contenus, durées et qualités très variés. La plupart n’a pas une durée de vie très longue ; la moyenne de durée de vie est d’environ cinq ans.

## Classification
On peut distinguer les périodiques en espéranto par de nombreux aspects, parmi lesquels : 
- thème : par exemple littéraire, spécialité, sur le mouvement espérantiste, politique, religieux, pour les jeunes ou les enfants, etc.
- éditeur : par exemple une organisation espérantiste (inter)nationale, une entreprise de commerce, une instance externe au mouvement, telle qu’un bureau de renseignements, etc.
- nombre de rédacteurs : périodiques personnels ou par équipe
- type de profession : amateurisme, professionnel…
- le périodique paraît-il encore de nos jours ?
- rythme de parution : régulier, à l’occasion, quotidien, hebdomadaire…
- périodes de parution : par exemple les périodiques d’avant-guerre, entre les deux guerres mondiales, etc.
- lieu d’édition : par pays, région, ville…
- format d’édition : manuscrit, pressé, électronique, sur l’Internet, avec ou sans illustration, etc.
- ressources : avec index annuel ou non, avec bibliographies électroniques…

## Évolution du marché

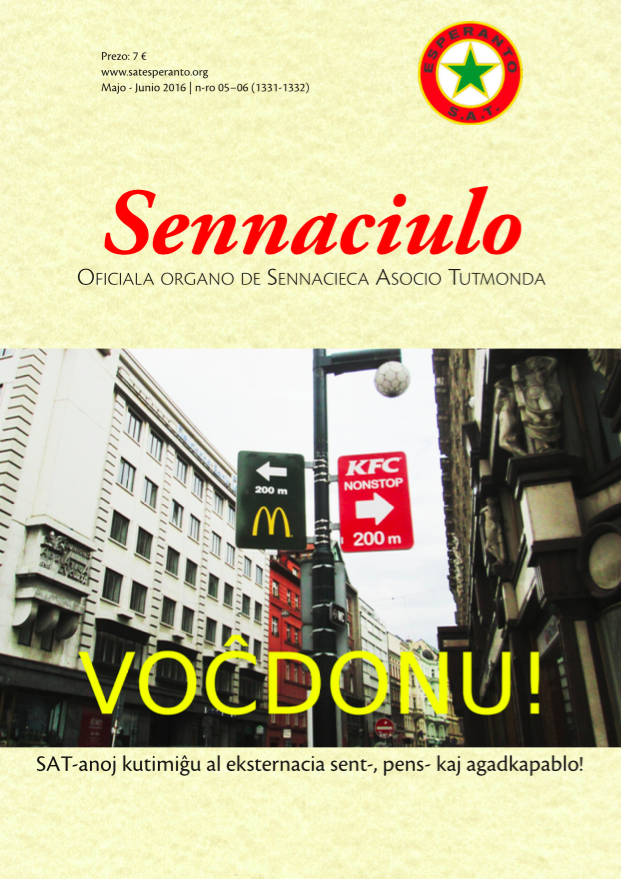
Sennaciulo, revue de l’association anationale d’espéranto, mai-juin 2016

Le marché des périodiques en espéranto a toujours été changeant et il n’existe plus que quelques périodiques qui sont restés constants au fil des années, comme Heroldo de Esperanto (« Héraut de l’espéranto ») ou Monato (littéralement « Un mois »). Au cours des dernières années, plusieurs périodiques pourtant connus ont disparu. Après la chute du bloc soviétique en 1989-1990, presque tous les périodiques de ces pays ont disparu, après que les subventions d’état ont cessé d’être versées. Citons l’exemple typique de Hungara Vivo (eo) (« Vie hongroise »). Mais les périodiques ont également cessé de paraitre dans les pays d’Europe occidentale, même ceux qui avaient déjà une bonne durée de vie de dizaine d’années, comme La Brita Esperantisto (eo) (« L’Espérantiste britannique ») dépendant de l’organisation espérantiste locale ou La Espero (« L’Espoir ») de la fédération espérantiste de Suède. Les revues travaillistes en espéranto sont aujourd’hui moins fortes que pendant les années 1930 ou 1950, mais les raisons ne sont pas tout à fait claires. Ce qui a pu jouer un rôle est peut-être l’affaiblissement des pays ou d’organisations espérantistes, mais également le fait que la dispersion des données s’est accrue sur des canaux tels que l’Internet, les listes de diffusion et apparentés. De nombreuses revues n’apparaissent déjà plus en édition papier mais seulement sous forme électronique (par exemple El Popola Ĉinio (eo)) ; d’autres ont des éditions dans les deux formats (comme Esperantologio ou Berlina informilo (eo)) ; un troisième groupe de périodiques reste seulement disponible par le biais de numéros papiers passés à la presse.

## Revues mondiales

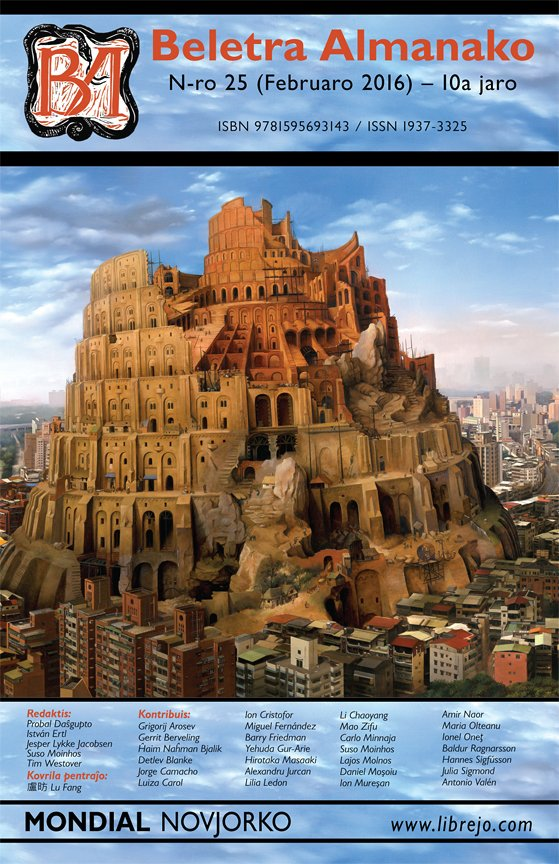
Couverture de Beletra Almanako de février 2016

### Sur l’Espérantie
- Beletra Almanako, revue sur la littérature éditée en espéranto
- Esperanto, revue de l’Association universelle d'espéranto (UEA)
- Kontakto, revue de l’Organisation mondiale des jeunes espérantophones
- La Ondo de Esperanto, éditée par Sezonoj (eo)
- Esperantologio / Esperanto Studies

### Sur l’actualitémondiale
- Monato, revue de FEL (eo) rédigée par des correspondants locaux dans plus de 60 pays
- Sennaciulo, revue de l’Association mondiale anationale, sur la politique et les actualités internationales
- Unesko-kuriero, la version en espéranto du Courrier de l'UNESCO.

### À caractère pédagogique
- Internacia Pedagogia Revuo (eo), revue pour les enseignants d’espéranto, éditée par la Ligue internationale des enseignants d'espéranto (ILEI)
- Juna Amiko (eo), revue également éditée par ILEI, pour les enfants

## Revues par continent

### Afrique
- Inter ni, revue en ligne () et papier de Madagascar.

### Amériques

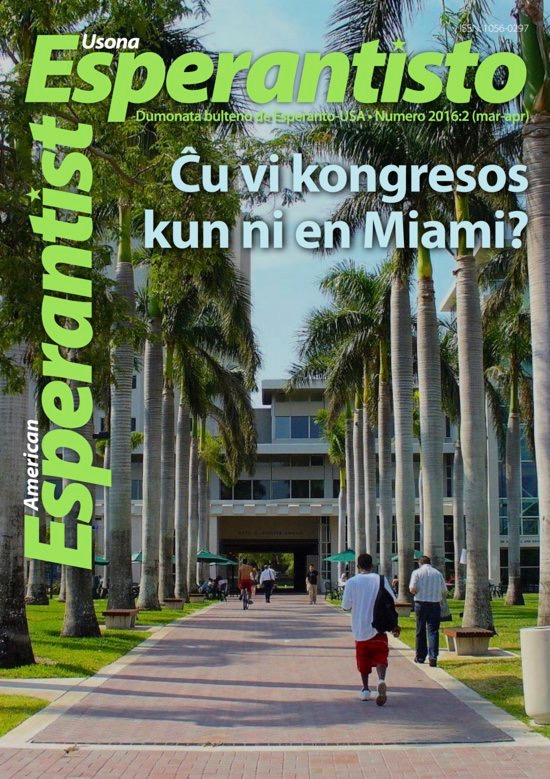
Usona Esperantisto, mars-avril 2016

- Andaj Ondoj, revue en ligne officielle de la Ligue colombienne d'espéranto (eo)
- Brazila Esperantisto (eo), Brésil
- Ĉizilo, revue en ligne de l'université du Costa Rica
- Usona Esperantisto (eo), États-Unis
- La NASKa Fasko (eo), bulletin de NASK (eo)
- La Riverego (eo), bulletin de la Société québécoise d'espéranto
- Ni ĉiuj (eo), bulletin de la fédération mexicaine d'espéranto (eo)
- Novjorka prismo, États-Unis

### Asie et Océanie

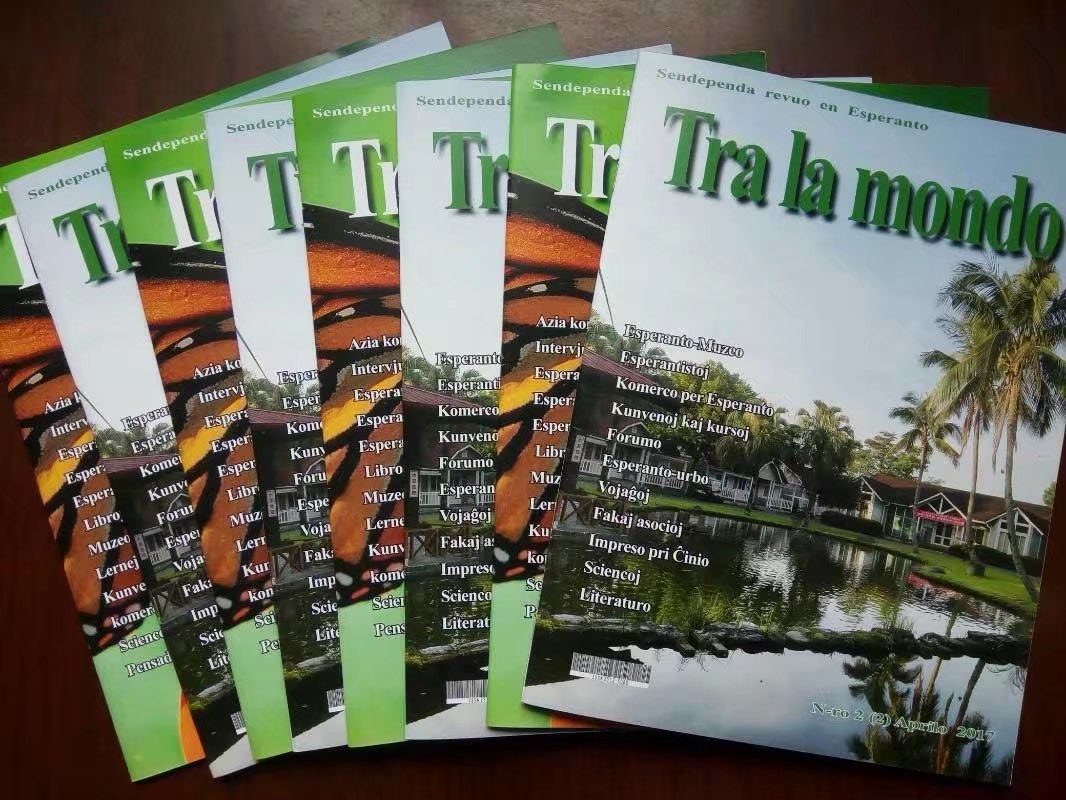
Tra la mondo : deux premiers numéros

- El Popola Ĉinio (eo) (en ligne), magazine avec diverses rubriques : nouvelles de Chine et du mouvement espérantiste, informations générales sur la Chine (culture, tourisme, etc.)
- Esperanto en Azio (eo), collaboration entre l’Association universelle d'espéranto et l’Organisation mondiale des jeunes espérantophones
- Esperanto sub la Suda Kruco (eo), Australie et Nouvelle-Zélande
- La Espero el Koreio (eo), Corée
- Irana Esperantisto (eo), Iran
- Israela Esperantisto (eo), revue de la Ligue israélienne d'espéranto
- Tra la mondo (eo), revue indépendante sur l’espéranto notamment en Chine

### Europe
- Alumeto , Catalogne

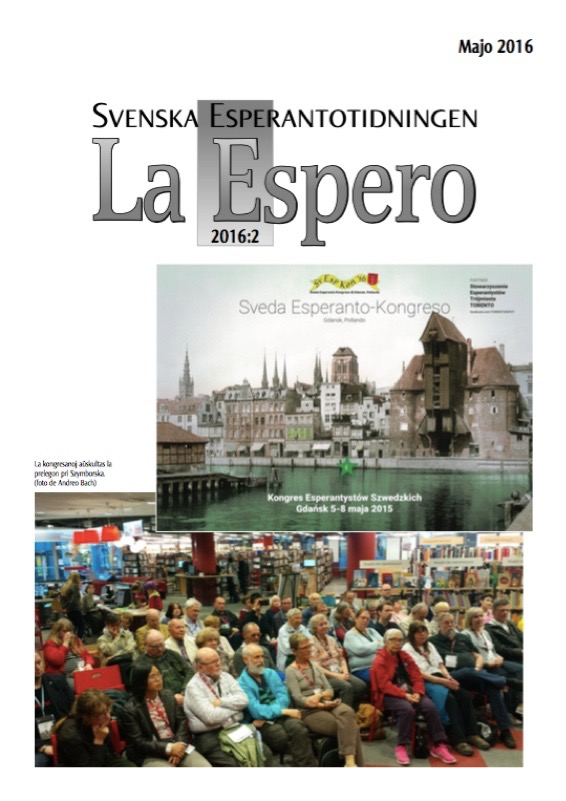
La Espero, revue de la fédération suédoise d’espéranto

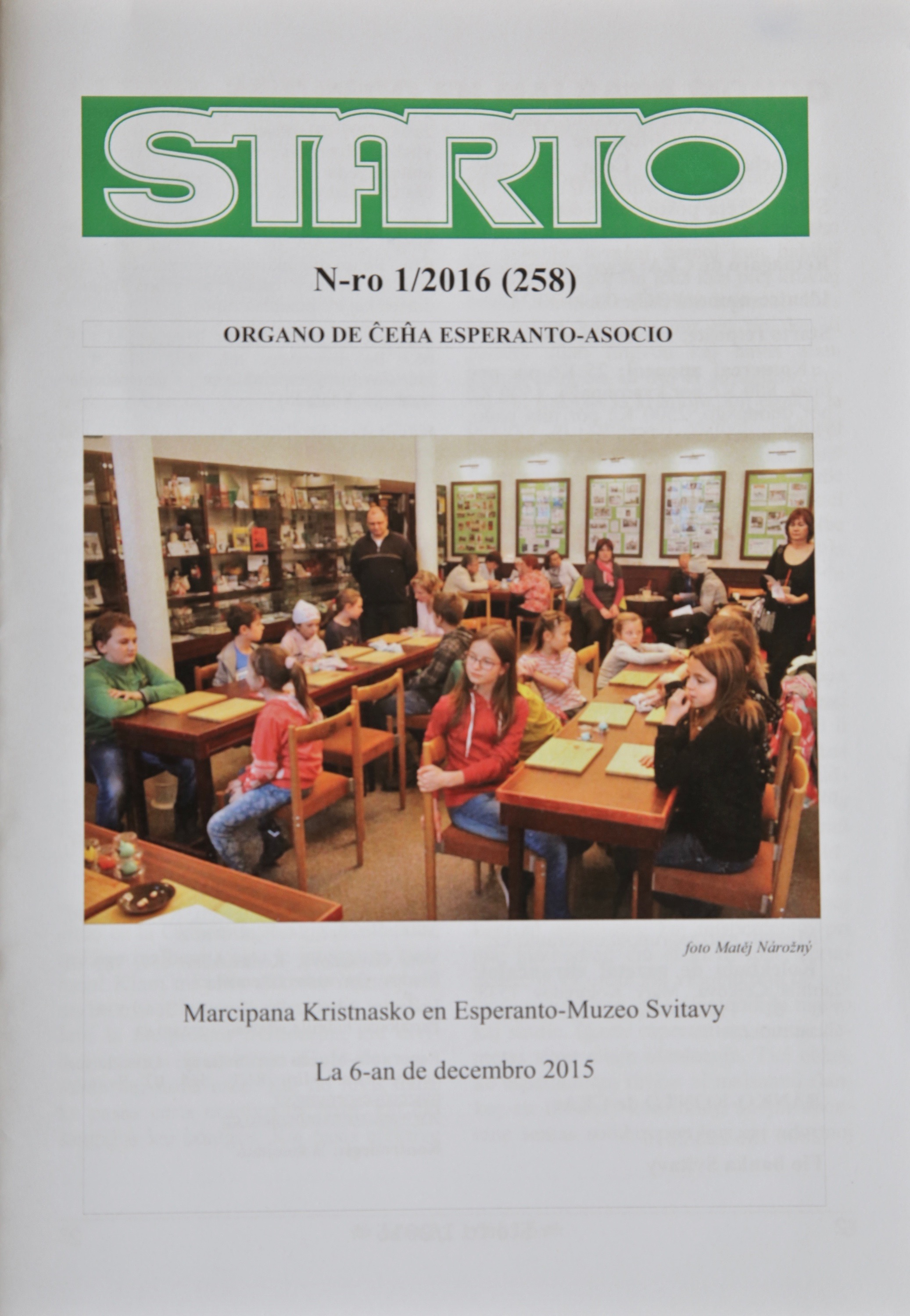
Starto, revue de l’association tchèque d’espéranto

- Bazaro (eo), Roumanie, de 1997 à 2009
- La Brita Esperantisto (eo), Royaume-Uni
- Boletín (eo), Espagne
- L'Esperanto (eo), Italie
- EsperantÒC, bilingue occitan
- Eŭska Kverko (eo), Pays basque, en 1993 et 1994
- Esperantolehti (eo), Finlande
- La Espero, Suède
- Gazeto andaluzia, Andalousie
- Horizontaal (eo), Belgique
- Jongeren Esperanto Nieuws (eo), Belgique et Pays-Bas
- Juna alumeto , Catalogne
- Kajeroj el la Sudo (eo), Espagne
- Kroata esperantisto, Croatie
- Kedzierzyn-Kozle Kuriero de Esperanto, Pologne
- Litova Stelo (eo), organe officiel de l'Association Lituanienne d'espéranto
- La norda lumo, Norvège
- Norvega Esperantisto (eo), organe officiel de la Ligue norvégienne d'espéranto
- Nova Irlanda Esperantisto, organe officiel de l'association irlandaise d'espéranto
- Nova sento (eo), Italie
- Pola Esperantisto (eo), Pologne
- Saluton, Royaume-Uni
- Starto (eo), Tchéquie

Allemagne
- Kune (eo), revue de GEJ (eo)
- Berlina informilo (eo), Berlin
- Esperanto aktuell (eo) (bilingue espéranto/allemand), journal de l'Association allemande d'espéranto
- Esperanto Gazeto, journal du club d'Espéranto Unterweser (Esperanto-Grupo Subvisurgo)

France
- Le Monde de l'espéranto, revue d'Espéranto-France
- JeunEsperanto Info, revue d'Espéranto-Jeunes
- La Sago, revue de SAT-Amikaro
- Espéranto-info, revue indépendante dont le but est d’élever le niveau de connaissance du grand public francophone aux différents aspects de l’Espérantie
- Norda Gazeto, revue de la Fédération Espéranto-Nord

## Revues en ligne
- Amuze

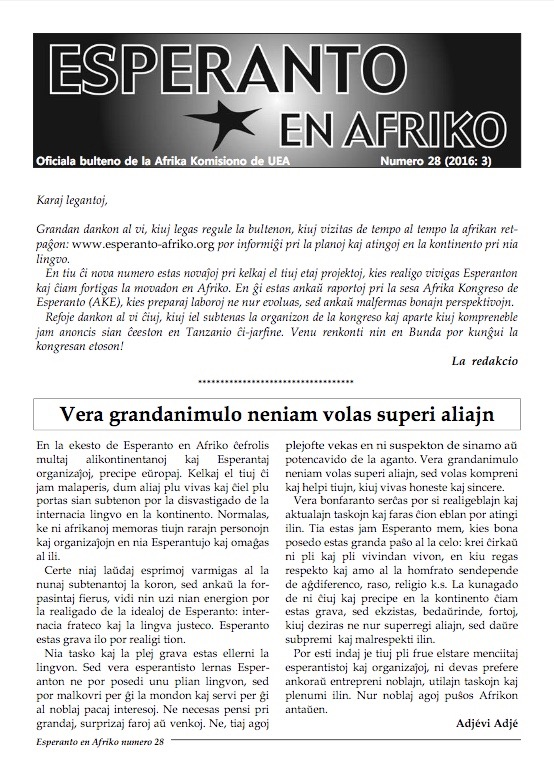
du bulletin Esperanto en Afriko

- Aveno (eo), association des Verts espérantistes
- Ĉau!
- Elektronika Bulteno de EASL
- Esperanto en Afriko (eo), bulletin de la commission « Afrique » de l’Association universelle d'espéranto
- Esperantologio / Esperanto Studies
- Esperanto-Ligo Ciberspaca
- La Fasko
- Flandra Gazetara Elekto
- Forumo, homosexuels
- Ĝangalo (eo) (2003 à 2012)
- Ĝisdatigo (eo), anarchisme
- Hilelisto
- Interhelpo, bulletin espérantophone anarchiste
- Inter ni, revue malgache
- Internacia gazeto (eo), revue du KatoDika Klubo
- Kiosko, kiosque virtuel qui permet de consulter différents périodiques en différentes langues
- Komentoj (eo), « le premier quotidien espérantophone »
- Komputora mondo
- La Krokodil'
- Kva!Kvak!
- Libera Folio, bulletin indépendant sur le mouvement espérantiste
- Lingva retgazeto, Boris Kolker
- Male
- Monda solidareco
- Nun (eo)
- Penseo (eo), Littérature, Chine
- ROK-gazet', musique
- La Skolta Mondo (eo), bulletin de la Ligue des scouts espérantophones (Skolta Esperanto Ligo)
- Tefloro (eo)
- TEJO-aktuale (eo), bulletin d'information de l’Organisation mondiale des jeunes espérantophones
- Umujo (eo), revue écrite par une équipe internationale de rédacteurs directement par échanges en ligne
- Uzino, litterature originale et traduite
- Esperanto Aktiv' (anciennement Le Verda Krabo) , lettre d'information mensuelle d'Espéranto-Jeunes et d'Espéranto-France
- Vola Püg' (eo), humour et bande dessinée, de 2002 à 2005